# Caroline (New York)
Caroline ist eine Town im Südosten des Tompkins County, New York in den USA. Das U.S. Census Bureau hat bei der Volkszählung 2020 eine Einwohnerzahl von 3.334 ermittelt.

## Geschichte
Das Gebiet des heutigen Caroline wurde um 1794 besiedelt, als die Region noch Bestandteil des Tioga County war. Sie gehörte zum Watkins and Flint Purchase (1791).
Die Town of Caroline wurde 1811 aus der Town of Spencer herausgelöst.

## Geographie
Nach den Angaben des United States Census Bureaus hat die Town eine Gesamtfläche von 142,7 km², wovon 142,5 km² auf Land und 0,2 km² (= 0,13 %) auf Gewässer entfallen. Im Osten und Süden angrenzend liegt das Tioga County. Caroline wird vor allem durch den Sixmile Creek entwässert und gehört somit zum Einzugsgebiet des Sankt-Lorenz-Stroms; nur aus einem ganz kleinen Bereich im Osten des Stadtgebietes strömt das oberflächlich abfließende Wasser zum Owego Creek hin und damit über den Susquehanna River zum Atlantischen Ozean.
Die New York State Route 79 führt in Ost-West-Richtung durch das Stadtgebiet.

## Demographie
Zum Zeitpunkt des United States Census 2000 bewohnten Caroline 2910 Personen. Die Bevölkerungsdichte betrug 20,4 Personen pro km². Es gab 1254 Wohneinheiten, durchschnittlich 8,8 pro km². Die Bevölkerung Carolines bestand zu 92,85 % aus Weißen, 3,09 % Schwarzen oder African American, 0,58 % Native American, 0,86 % Asian, 0,10 % Pacific Islander, 0,38 % gaben an, anderen Rassen anzugehören und 2,13 % nannten zwei oder mehr Rassen. 2,37 % der Bevölkerung erklärten, Hispanos oder Latinos jeglicher Rasse zu sein.
Die Bewohner Carolines verteilten sich auf 1161 Haushalte, von denen in 33,2 % Kinder unter 18 Jahren lebten. 50,9 % der Haushalte stellten Verheiratete, 9,3 % hatten einen weiblichen Haushaltsvorstand ohne Ehemann und 34,7 % bildeten keine Familien. 26,8 % der Haushalte bestanden aus Einzelpersonen und in 7,8 % aller Haushalte lebte jemand im Alter von 65 Jahren oder mehr alleine. Die durchschnittliche Haushaltsgröße betrug 2,46 und die durchschnittliche Familiengröße 2,99 Personen.
Die Bevölkerung verteilte sich auf 27,1 % Minderjährige, 6,6 % 18–24-Jährige, 28,5 % 25–44-Jährige, 27,9 % 45–64-Jährige und 9,9 % im Alter von 65 Jahren oder mehr. Der Median des Alters betrug 38 Jahre. Auf jeweils 100 Frauen entfielen 98,5 Männer. Bei den über 18-Jährigen entfielen auf 100 Frauen 94,0 Männer.
Das mittlere Haushaltseinkommen in Caroline betrug 43.315 US-Dollar und das mittlere Familieneinkommen erreichte die Höhe von 51.983 US-Dollar. Das Durchschnittseinkommen der Männer betrug 33.375 US-Dollar, gegenüber 26.587 US-Dollar bei den Frauen. Das Pro-Kopf-Einkommen belief sich auf 21.531 US-Dollar. 7,4 % der Bevölkerung und 6,9 % der Familien hatten ein Einkommen unterhalb der Armutsgrenze, davon waren 7,6 % der Minderjährigen und 3,1 % der Altersgruppe 65 Jahre und mehr betroffen.
Der Großteil der Einwohner pendelt zum Arbeiten in die Region Ithaca.

## Bildung
Die Town of Caroline fällt in vier Schuldistrikte: Ithaca, Dryden, Newark Valley und Candor. Die Caroline Elementary School bedient die nördlichen und zentralen Abschnitte der Town und untersteht dem Ithaca City School District.

## Ortschaften und Örtlichkeiten in Caroline
- Besemer (früher Besemer Depot) – an der NY-79 in der nordwestlichen Ecke Carolines.
- Brooktondale – ein Weiler an der westlichen Stadtgrenze
- Caroline –  ein Weiler an der NY-79 im Norden Carolines
- Caroline Center (früher Centerville) – ein zentral gelegener Weiler
- Caroline Depot –  ein Weiler im Nordwesten der Town, südlich von Brooktondale
- Guide Board Corners –  eine Örtlichkeit südlich von Slaterville Springs.
- Slaterville Springs (früher Slaterville) – ein Weiler mit einem Postamt an der NY-79, die Town Hall befindet sich hier. Die District No. 2 School, Caroline and Dryden und die St. Thomas Episcopal Church wurden in das National Register of Historic Places aufgenommen.[2]
- Speedsville – ein Weiler in der südöstlichen Ecke Carolines. Hier befinden sich die ins National Register of Historic Places aufgenommene District Number 7 School und die gleichfalls denkmalgeschützte St. John’s Episcopal Church.[2]
- West Slaterville (früher Boiceville) – ein Weiler an der NY-79 in der Nähe der nördlichen Gemarkungsgrenze, an der die erste Versammlung der Townbevölkerung stattfand
- White Church – ein Weiler im Südwesten Carolines